# Constituția Japoniei
Constituția Japoniei (caractere noi: 日本国憲法 caractere vechi: 日本國憲法 Nihon-Koku Kenpō?) este legea fundamentală a Japoniei. A fost adoptată la 3 mai 1947 ca noua constituție a Japoniei postbelice.

## Legături externe
- en  Textul complet al Constituției de pe pagina de internet a Guvernului nipon, tradus în engleză